# 함창로
함창로(Hamchang-ro)는 경상북도 상주시 이안면 이안교차로에서 함창읍 윤직교차로을 잇는 도로이다.

## 주요 경유지
경상북도
- 상주시 (이안면 . 함창읍)

## 노선 경로
| 이름          | 접속 노선                        | 경유지 | 경유지 | 비고 |
| ------------- | -------------------------------- | ------ | ------ | ---- |
| 이안 교차로   | 국도 제3호선 (경상대로)          | 상주시 | 이안면 |      |
| 이안교        |                                  | 상주시 | 이안면 |      |
| 증촌교        |                                  | 상주시 | 이안면 |      |
|               | 함창읍                           | 상주시 |        |      |
| (이름없음)    | 가야로                           | 상주시 |        |      |
| 윤직삼거리    | 함창중앙로                       | 상주시 |        |      |
| 사아매 교차로 | 국도 제3호선 (경상대로) 문경대로 | 상주시 |        |      |
| 윤직 교차로   | 모전로 경상대로                  | 상주시 |        |      |
| 경서로와 직결 |                                  |        |        |      |

## 주요 시설및 건물
- HD현대오일뱅크 삼거리주유소 (함창로 217/소암리 227)